# マリーア・ファルネーゼ
マリーア・カテリーナ・ファルネーゼ （Maria Caterina Farnese, 1615年2月18日 – 1646年7月25日）は、モデナ・レッジョ公フランチェスコ1世・デステの妃。パルマ・ピアチェンツァ公ラヌッチョ1世・ファルネーゼとマルゲリータ・アルドブランディーニとの娘。
1631年1月11日、パルマにてフランチェスコ1世・デステと結婚した。2人間に以下の9人の子供がいる。
- アルフォンソ（1632年）
- アルフォンソ（1634年 - 1662年）- ラウラ・マルティノッツィと結婚
- イザベッラ・デステ（1635年 - 1666年） - ラヌッチョ2世と結婚
- エレオノーラ（1639年 - 1640年）
- テダルド（1640年 - 1643年）
- アルメリーゴ（1641年 - 1660年）
- エレオノーラ（1643年 - 1722年） 修道女
- マリーア（1644年 - 1684年） - 姉の死後ラヌッチョ2世と結婚
- テダルド（1646年）

マリーアは1646年に亡くなり、夫のフランチェスコはその妹ヴィットーリアと結婚したが1649年に死別し、ルクレツィア・バルベリーニと結婚した。

## 参考
1. ↑  http://www.genealogy.euweb.cz/italy/farnese2.html
2. ↑  http://www.genealogy.euweb.cz/welf/welf10.html#F1